# Tens un e-mail
Tens un e-mail (títol original en anglès: You've Got Mail) és una comèdia romàntica de 1998 escrita i dirigida per Nora Ephron. La història és un nova versió de The Shop Around the Corner en la qual dos companys de feina que no se suporten mantenen una relació amorosa per correspondència sense saber que aquella persona que consideren la seva mitja taronja és, en realitat, l'odiós dependent que es troba al seu costat. És una història d'amor romàntic que mostra també l'enfrontament entre dos models comercials: el de la petita botiga de barri versus les grans superfícies.
Tens un e-mail pren com a base l'argument de la pel·lícula de 1940 però, l'actualitza, ubicant-lo en l'era de la informàtica i, per tant, substituint les cartes per correu electrònic. El film va tenir un important ressò mediàtic a causa del retrobament de Meg Ryan i Tom Hanks després d'haver protagonitzat la reeixida Alguna cosa per recordar.

## Argument
Kathleen Kelly (Meg Ryan) viu amb el seu xicot, Frank Navasky (Greg Kinnear), un escriptor frustrat que treballa com a periodista. Però, mentre Frank es passa el dia obsessionat amb la seva màquina d'escriure, a Kathleen l'apassiona intercanviar missatges de correu electrònic amb un home del que només coneix el seu pseudònim: «NY152». Aquest és el nom virtual de Joe Fox (Tom Hanks), magnat d'una de les cadenes de llibreries més grossos de Manhattan. Per altra banda, Kathleen és la propietària d'una petita llibreria infantil, heretada de la seva mare i situada en un dels racons més exclusius de Nova York, l'Upper West Side. Encara que els dos conviuen amb les seves respectives parelles, de seguida que aquestes surten de casa, corren a endollar els seus ordinadors i comunicar-se per internet. En aquest món ascèptic, s'expliquen les seves preocupacions, els seus gustos i aficions i, en definitiva, sota el lema de «sense detalls», es crea una amistat que esdevé afecte i, possiblement, en amor. El destí però, juga amb ells quan, mantenint la seva identitat virtual oculta, es troben per casualitat en la vida real. I amb bastant mala sort, ja que en Joe ha obert una de les seves sucursals just davant de la botiga de la Kathleen.
Veient amenaçat el seu negoci per la dura i directa competència, Kathleen no dubta en iniciar una guerra comercial contra l'empresa Fox. Avorrint fins al límit el personatge d'en Joe Fox i la seva forma de dur els negocis, es presenta als mitjans de comunicació com una víctima de les grans multinacionals que acaben empobrint i absorbint les petites i mitjanes empreses de Nova York. Fastiguejat amb la mala propaganda que se li fa, en Joe aviat agafa antipatia a la Kathleen, el que condueix a uns diàlegs autènticament enginyosos i irònics en les seves trobades.
Al mateix temps però, l'«NY152» i la «Shopgirl» (pseudònim de la Kathleen a la xarxa) mantenen la seva idíl·lica relació per internet. Arriben, fins i tot, a donar-se consells respecte als seus mutus problemes professionals. La pel·lícula culmina quan els dos queden en una trobada romàntica per conèixer-se. Convençut de què la «Shopgirl» pot ser l'amor de la seva vida, en Joe es presenta al restaurant nerviós i acompanyat moralment per en Kevin. Incapaç d'entrar al recinte sense estar segur de qui l'espera, demana al seu amic que miri a través de la finestra perquè l'informi sobre la noia. La sorpresa està servida quan en Kevin li assegura que la seva dona misteriosa és la seva pitjor enemiga.
El descobriment permet a en Joe apreciar el vertader caràcter de la Kathleen i entendre les raons que s'amaguen darrere les seves accions. Això, malauradament, no impedeix que ella el continuï veient com un rival, i més quan els ingressos del seu negoci no paren de decréixer i, al final, no té cap més solució que vendre's la llibreria de la seva família. Preparada per començar de nou, la Kathleen s'adona que la seva relació amb en Frank no compta amb la passió i sentiments que s'esperaria de dues persones enamorades. Coincidint amb ella, en Frank accedeix en trencar el seu compromís i la parella s'acaba separant de mutu acord. Una situació paral·lela és passa amb en Joe que també endevina que la seva actual xicota no és la seva dona adequada.
En aquest context, en Joe decideix intentar conquistar la Kathleen. Mantenint la comunicació electrònica com «NY152", la tempta amb una amistat sincera i, a poc a poc, es crea una impressió més favorable sobre la seva persona. Els dos desenvolupen una nova relació oberta en la vida real mentre a través d'Internet es continuen explicant les seves aventures. Finalment, en Joe li proposa per e-mail que l'«NY152» i la «Shopgirl» es retrobin una segona vegada. Dividida en els seus sentiments, la Kathleen accepta i es presenta al Riverside Park on han quedat. Enamorada de «NY152» ha començat a sentir afecte per en Joe i es troba insegura sobre la seva decisió. La interminable espera s'acaba quan per entre els arbres veu en Joe i el gos del que sempre havia parlat per internet. L'última escena es tanca amb el seu retrobament cara a cara i la melodia de Over the Rainbow sonant en el fons.

## Repartiment
| Intèrpret           | Personatge                           | Veu en català         |
| ------------------- | ------------------------------------ | --------------------- |
| Meg Ryan            | Kathleen Kelly                       | Victòria Pagès        |
| Tom Hanks           | Joe Fox                              | Jordi Brau            |
| Greg Kinnear        | Frank Navasky                        | Sergi Zamora          |
| Parker Posey        | Patricia Eden                        | Maria Moscardó        |
| Jean Stapleton      | Birdie Conrad                        | Marta Martorell       |
| Steve Zahn          | George Pappas                        | Albert Trifol Segarra |
| Heather Burns       | Christina Plutzker                   | Marta Barbarà         |
| Dave Chappelle      | Kevin Jackson                        | José Luis Mediavilla  |
| Deborah Rush        | Veronica Grant                       | Neus Sendra           |
| Dabney Coleman      | Nelson Fox, pare de Joe              | Josep Maria Ullod     |
| John Randolph       | Schuyler Fox, avi de Joe             |                       |
| Hallee Hirsh        | Annabelle Fox, tia de Joe            | Núria Trifol          |
| Jeffrey Scaperrotta | Matthew 'Matt' Fox, germà de Joe     | Elisabet Bargalló     |
| Sara Ramírez        | Rose, la caixera                     |                       |
| Cara Seymour        | Gillian Quinn                        |                       |
| Reiko Aylesworth    | Convidada del Dia d'acció de gràcies |                       |

## Producció[calcitació]
El guió de la pel·lícula va ser escrit per la mateixa Nora Ephron i la seva germana, Delia Ephron, encara que tota la història va ser una modernització de l'obra literària original de Miklós László, base també de la pel·lícula de 1940. En situar l'argument el 1998, el públic se sent més identificat amb tot l'entremat d'esdeveniments que tenen lloc en aquesta nova versió. A més, tenint en compte que els actors eren americans, es va decidir canviar la residència dels protagonistes. Així, en comptes d'ubicar-los a Budapest, com l'argument original, Tens un e-mail els situa al barri d'Upper West Side de Nova York, on es van rodar la major part de les escenes.

## Crítica
La major part dels crítics van coincidir a l'hora de lloar la pel·lícula per la seva frescor i humor natural i encantador. De fet, gràcies als seus deliciosos i enginyosos diàlegs la interpretació de Meg Ryan fins i tot va ser nominada als Globus d'Or com a millor actriu còmica o musical. Va ser destacable també el seu tema, ja que es va convertir en la primera pel·lícula que incorporava les relacions virtuals en el seu argument. El seu «únic defecte és que no és original, sinó que es basa en The Shop Around the Corner d'Ernst Lubitsch».

## Banda sonora[calcitació]
L'ambientació musical de la pel·lícula consiteix principalment en una recopilació de clàssics de les dècades del 1960 i del 1970, sobretot d'obres de Harry Nilsson, encara que també s'hi van incloure sons nous i moderns. Les cançons són les següents:
1. Harry Nilsson - «The Puppy Song» - 2:43
2. The Cranberries - «Dreams» - 4:31
3. Bobby Darin - «Splish Splash» - 2:12
4. Louis Armstrong - «Dummy Song» - 2:19
5. Harry Nilsson - «Remember» - 4:02
6. Roy Orbison - «Dream» - 2:12
7. Bobby Day - «Rockin' Robin» - 2:36
8. Randy Newman - «Lonely at the Top» - 2:32
9. Stevie Wonder - «Signed, Sealed, Delivered I'm Yours» - 2:38
10. Sinéad O'Connor - «I Guess the Lord Must Be in New York City» - 3:08
11. Harry Nilsson - «Over the Rainbow» - 3:31
12. Carole King - «Anyone At All» - 3:09
13. Billy Williams - «I'm Gonna Sit Right Down and Write Myself a Letter» - 2:08
14. George Fenton - «The 'You've Got Mail' Suite» - 5:36
15. Jimmy Durante - «You Made Me Love You» - 3:04